# 연기성
연기성(延基成, 1989년 8월 1일~)은 대한민국의 축구 선수이다.

## 구단 경력
경남에서는 경기 시간으로 인해 2011년 태국의 TTM 피칫으로 이적하며 곧바로 해트트릭을 기록하는 등 총 7골을 기록했다.